# Meunasah Barat
Meunasah Barat is een bestuurslaag in het regentschap Bireuen van de provincie Atjeh, Indonesië. Meunasah Barat telt 823 inwoners (volkstelling 2010).